# Gwynyth Walsh
Pour les articles homonymes, voir Walsh.
Gwynyth Walsh est une actrice canadienne née à Winnipeg, au Canada. Elle a grandi à Vancouver.

## Filmographie

### Cinéma
- 1987 : Blue Monkey : Dr Carson
- 1993 : The Crush d'Alan Shapiro : Liv Forrester
- 1993 : Parents coupables : Jenine
- 1997 : Crossing Fields : Jessica
- 2008 : Barbie et la magie de Noël (vidéo) : Esprit des Noels futurs

### Télévision

#### Séries télévisées
- 1986 : Adderly (saison 1, épisode 4) : Jennifer Christie
- 1986 : Hot Shots (saison 1, épisode 10) : Lynda Martin
- 1987-1988 : Street Legal (en) (épisodes 2x10 / 3x10) : Val St. Clair / April Morgan
- 1988 : Paire d'as (saison 1, épisode 12) : Lucy Morrison
- 1988 : Brigade de nuit (saison 4, épisode 4) : Dr Eisley
- 1988 : Captain Power et les soldats du futur (saison 1, épisode 18) : Christine Larrabee
- 1988 : Un duo explosif (saison 1, épisode 24) : Emma
- 1988 : War of the Worlds (saison 1, épisodes 1 & 2) : Charlotte
- 1988 : Superkid (saison 1, épisode 7) : Martha
- 1988 : Starting from Scratch (saison 1, épisode 9) : Faith
- 1989 : Vendredi 13 (saison 2, épisode 9) : Reatha Wilkerson
- 1989 : Alfred Hitchcock présente (saison 4, épisode 12) : Anne Hathaway
- 1989 : La Cinquième Dimension (saison 3, épisode 24) : Elaine
- 1989 : La Loi de Los Angeles (saison 3, épisodes 14 & 16) : Melanie Hayes
- 1989 : Alien Nation (saison 1, épisode 4) : Diane Elrea
- 1990 : It's Garry Shandling's Show (saison 4, épisode 7) : Helen Falls
- 1990 : MacGyver (saison 6, épisode 15) : Montana
- 1990-1993 : Matlock (épisodes 4x23 / 8x06) : Sandra Hopkins / Kiki Rice
- 1991-1992 : Un privé sous les tropiques (épisodes 1x09 / 2x16) : Marissa / Rachael Rockwell
- 1991-1994 : Star Trek : La Nouvelle Génération (épisodes 4x26, 5x01 & 7x21) : B'Etor
- 1992 : Marshall et Simon (saison 1, épisode 19) : mère de Tod
- 1992 : L'As de la crime (saison 2, épisode 7) : Pam Reid
- 1993 : Star Trek: Deep Space Nine (saison 1, épisode 2) : B'Etor
- 1994 : In the Heat of the Night (saison 7, épisodes 23 & 24) : Lula Finch
- 1994 : Le Justicier des ténèbres (saison 2, épisode 7) : le chasseur
- 1994 : RoboCop (saison 1, épisode 21) : Tessa Stark
- 1994 : Melrose Place (saison 3, épisode 12) : Margaret Jeffers
- 1994 : Arabesque (saison 11, épisode 10) : Gina Powell
- 1995 : Marker (saison 1, épisode 7) : Helen
- 1995-1996 : Waikiki Ouest (saison 2, épisodes 2 & 11) : Joan Williams
- 1996 : Sliders : Les Mondes parallèles (saison 2, épisode 2) : Détective L. Specateli
- 1997 : The Newsroom (saison 1, épisode 12) : ex-femme de George
- 1997 : Star Trek: Voyager (saison 4, épisode 10) : Examinateur en chef Nimira
- 1998-2001 : Coroner Da Vinci (saisons 1 à 4) : Dr Patricia Da Vinci
- 1998 : Millennium (saison 2, épisode 19) : Miss Shetterly
- 1999 : Destins croisés (saison 1, épisode 1) : Madeline Strong
- 1999 : Urgences (saison 6, épisode 15) : Barbara Knight
- 1999-2000 : New York Police Blues (épisodes 7x21, 7x22, 8x01 & 8x02) : Dr Timmons
- 2000 : Strange World (saison 1, épisode 13) : Dr Dodd
- 2002 : Tom Stone (saison 2, épisode 7) : Tante Elaine
- 2002 : Disparition (saison 1, épisodes 9 et 10) : Doctor / Abductee
- 2002 : Stargate SG-1 (saison 6, épisode 10) : Kamel / Egeria
- 2002 : Smallville (saison 2, épisode 5) : Mme Moore
- 2005 : Le Messager des ténèbres (saison 2, épisode 7) : Sheila Broderick
- 2005 : Les Maîtres de l'horreur (saison 1, épisode 8) : Katja
- 2005 : Commander in Chief (saison 1, épisode 17) : Jackie Ross
- 2007 : Deux princesses pour un royaume (mini-série) : Emily
- 2008 : Supernatural (saison 4, épisode 9) : La psychiatre
- 2009 : La prophétie de l'oracle (mini-série) : Raven
- 2013 : American Horror Story (saison 2, épisode 11) : Dr Stevens
- 2013 : L'Heure de la peur (saison 3, épisode 18) : Mme Niffenberger
- 2014 : Continuum (saison 3, épisode 7) : Mariah
- 2014 : The Lottery (saison 1, épisode 5) : Juge #1 / Elizabeth
- 2015 : Whispers (saison 1, épisodes 6 & 7) : Dr Tully
- 2016 : Van Helsing (saison 1, épisodes 10, 11 & 12) : Magdalene
- 2017 : Petits meurtres et confidences : mystérieuse disparition (Hailey Dean Mystery: Deadly Estate) (épisode 2) : Doris Keating
- 2018 : Le Maître du Haut Château (saison 4, épisodes 4 & 7) : Margarete Himmler
- 2019 : Black Summer (saison 1, épisodes 1, 2, 4 & 5) : Barbara Watson
- 2019 : Les 100 (saison 6, épisodes 7 & 10) : Josephine Lightbourne VII
- 2019-2020 : Virgin River (8 épisodes) : Jo Ellen

#### Téléfilms
- 1983 : Pajama Tops de Robert Iscove : La Pucelle sexy de Claudine The Chauvinet
- 1984 : The Gondoliers de W. S. Gilbert : Chorus
- 1984 : Iolanthe de Brian Macdonald : Phoebe / Fairy
- 1987 : A Child's Christmas in Wales de Don McBrearty : Mother (past)
- 1988 : Le retour du docteur Casey (The Return of Ben Casey) de Joseph L. Scanlan : Admn. Rita Gillete
- 1989 : Passion and Paradise de Harvey Hart : Lee Kingsley
- 1989 : Marie et sa bande (The Challengers) de Eric Till : Angie Daniels
- 1991 : Perry Mason : L'affaire du complot diabolique (Perry Mason: The Case of the Maligned Mobster) de Ron Satlof : Maria Sorrento
- 1991 : The Girl from Mars de Neill Fearnley : Stacey Moliet
- 1991 : Mon fils, ma haine (My Son Johnny) de Peter Levin : Janet David
- 1993 : Ascenseur pour l'enfer (Darkness Before Dawn) de John Patterson : Sandra Guard
- 1993 : Parents coupables (Without a Kiss Goodbye) de Noel Nosseck : Jenine
- 1995 : 767 en détresse (Falling from the Sky: Flight 174) de Jorge Montesi : Pearl Dion
- 1995 : Shock Treatment de Michael Schultz : maman de Jake
- 1995 : The Other Mother: A Moment of Truth Movie de Bethany Rooney : Barbara
- 1996 : Justice maternelle (Justice for Annie: A Moment of Truth Movie) de Noel Nosseck : Lydia Sawyer
- 1996 : The Limbic Region de Michael Pattinson : Ann Lucca
- 1996 : Soupçons sur un champion (Stand Against Fear) de Joseph L. Scanlan : Vicky Cooke
- 1997 : The Perfect Mother de Peter Levin : Joy Pigeon
- 1997 : Choc en plein ciel (Final Descent) de Mike Robe : Patty
- 1999 : Zenon, la Fille du 21ème Siècle (Zenon: Girl of the 21st Century) de Kenneth Johnson : Astrid Kar
- 1999 : Our Guys: Outrage at Glen Ridge de Guy Ferland : Mme Archer
- 1999 : Le don de l'amour (A Gift of Love: The Daniel Huffman Story) de John Korty : Lynn Young
- 2000 : Ice Angel de George Erschbamer : Mme Bryan
- 2003 : Petit papa voleur de (Stealing Christmas) de Gregg Champion : Jo
- 2006 : 8 jours pour mon fils (Eight Days to Live ) de Norma Bailey : Jodeen Cassidy
- 2006 : 11 septembre - Le détournement du vol 93 (Flight 93) de Peter Markle : Esther Heyman
- 2006 : Trois vœux pour Noël (Holiday Wishes) de David Weaver : Kelly King
- 2007 : Nightmare de Terry Ingram : Dr Edmonds
- 2008 : L'Obsession d'une mère (Her Only Child) de Douglas Jackson : Inez Stanler
- 2008 : Sea Attack (Troglodyte) de Paul Ziller : Barbara
- 2009 : Chasseuse de tempêtes (Storm Seekers) de George Mendeluk : Dr Johnson
- 2010 : La colère de Sarah (One Angry Juror) de Paul A. Kaufman : Marbella Walsh
- 2011 : To the Mat de Robert Iscove : Mildred Bailor
- 2013 : Une rencontre pour noël (The Christmas Ornament) de Mark Jean : Eve Atkinson
- 2014 : The Color of Rain de Anne Wheeler : mère de Gina
- 2014 : Amour toujours (For Better or for Worse) de Marita Grabiak : Marianne
- 2014 : Heavenly Match de Michael M. Scott : Sarah Brown
- 2015 : Des miracles en cadeau (A Gift of Miracles) de Neill Fearnley : Elaine Parsons
- 2015 : Un Noel à la maison ('Tis the Season for Love) de Terry Ingram : Shirley
- 2016 : Le Temps d'un Noël (Journey Back to Christmas) de Mel Damski : Gretchen
- 2017 : L'Amour comme chiens et chats (Like Cats & Dogs) de Ron Oliver : Ellen
- 2017 : Le Mariage de ma meilleure amie (My Favorite Wedding) de Mel Damski : Mme Tilton
- 2017 : Final Vision de Nicholas McCarthy : Perry MacDonald
- 2018 : Coup de foudre sur une mélodie de Noël (It's Christmas, Eve) de Tibor Takács : Nella
- 2018 : Mon amoureux de Noël (Homegrown Christmas) de Mel Damski : Peg Finley
- 2020 : Amour, duel et pâtisserie (The Secret Ingredient) de Tibor Takács : Madame McIntyre

## Voix françaises
- Dorothée Jemma dans Soupçons sur un champion (1996)